# Pomoravski upravni okrug
Pomoravski upravni okrug (ćirilično: Поморавски управни округ) je okrug u središnjoj Srbiji. Središte Pomoravskog okruga je grad Jagodina.

## Općine
Pomoravski upravni okrug upravno je podjeljen na šest općina:
- Jagodina
- Ćuprija
- Paraćin
- Svilajnac
- Despotovac
- Rekovac

## Stanovništvo
Prema popisu stanovništva iz 2002. godine okrug ima 227.435 stanovnika, dok je prosječna gustoća naseljenosti 87 stan./km².
| Etnički sastav 2002. |            |   |
| Narod                | Stanovnika | % |
| Srbi                 | 218.454    |   |
| Vlasi                | 2.049      |   |
| Romi                 | 1,591      |   |
| ostali               |            |   |

## Vanjske poveznice
- Prezentacija Pomoravskog okruga  Arhivirana inačica izvorne stranice od 26. studenoga 2009. (Wayback Machine)